# Nora församling, Härnösands stift
Nora församling var en församling i Härnösands stift och i Kramfors kommun i Västernorrlands län, Ångermanland. Församlingen uppgick 2006 i Nora-Skogs församling.

## Administrativ historik
Församlingen har medeltida ursprung och införlivade tidigt Fröks församling. På 1400-talet utbröts Skog församling och församlingen har därefter till 2006 varit moderförsamling i pastoratet Nora och Skog som under perioden 1500-talet till 1891 också omfattade Bjärtrå församling. Församlingen uppgick 2006 i Nora-Skogs församling.

## Kyrkor
- Nora kyrka